# Sultana Khaya
Sultana Sidi Brahim Khaya (em árabe: سلطانة سيدي براهيم خيا), também conhecida como Sultana Khaya (em árabe: سلطانة خيا; em castelhano:  Sultana Jaya), é uma ativista saaraui dos direitos humanos e defensora da independência e autodeterminação do Saara Ocidental.